# Janne Ahonen
Janne Petteri Ahonen (Lahti, 11 de mayo de 1977) es un deportista finlandés que compitió en salto en esquí. 
Participó en siete Juegos Olímpicos de Invierno, obteniendo en total dos medallas de plata en la prueba por equipo: en Salt Lake City 2002 (junto con Matti Hautamäki, Veli-Matti Lindström y Risto Jussilainen) y en Turín 2006 (con Tami Kiuru, Janne Happonen y Matti Hautamäki). Además consiguió el quinto lugar en Lillehammer 1994 (equipo), el cuarto en Nagano 1998 (trampolín normal individual), el quinto en Vancouver 2010 (trampolín normal individual), el octavo en Sochi 2014 (equipos) y el octavo en Pyeongchang 2018 (equipos).
Ganó diez medallas en el Campeonato Mundial de Esquí Nórdico entre los años 1995 y 2005.
Fue el primer saltador que ganó cinco veces el prestigioso Torneo de los Cuatro Trampolines, en las ediciones de 1998-99, 2002-03, 2004-05, 2005-06 y 2007-08. Además de plocamarse ganador de la clasificación general de la Copa del Mundo en dos ediciones consecutivas, 2003-04 y 2004-05.

## Palmarés internacional
| Juegos Olímpicos   | Juegos Olímpicos                | Juegos Olímpicos  | Juegos Olímpicos |
| Año                | Lugar                           | Medalla           | Prueba           |
| ------------------ | ------------------------------- | ----------------- | ---------------- |
| 2002               | Salt Lake City (Estados Unidos) | Medalla de plata  | TG por equipos   |
| 2006               | Turín (Italia)                  | Medalla de plata  | TG por equipos   |
| Campeonato Mundial |                                 |                   |                  |
| Año                | Lugar                           | Medalla           | Prueba           |
| 1995               | Thunder Bay (Canadá)            | Medalla de oro    | TG por equipos   |
| 1997               | Trondheim (Noruega)             | Medalla de oro    | TN individual    |
| 1997               | Trondheim (Noruega)             | Medalla de oro    | TG por equipos   |
| 2001               | Lahti (Finlandia)               | Medalla de plata  | TN por equipos   |
| 2001               | Lahti (Finlandia)               | Medalla de plata  | TG por equipos   |
| 2001               | Lahti (Finlandia)               | Medalla de bronce | TG individual    |
| 2003               | Val di Fiemme (Italia)          | Medalla de oro    | TG por equipos   |
| 2005               | Oberstdorf (Alemania)           | Medalla de oro    | TG individual    |
| 2005               | Oberstdorf (Alemania)           | Medalla de plata  | TG por equipos   |
| 2005               | Oberstdorf (Alemania)           | Medalla de bronce | TN individual    |